# Сврачково Село
44°37′ пн. ш. 15°37′ сх. д. / 44.62° пн. ш. 15.61° сх. д.
Сврачково Село (хорв. Svračkovo Selo) — населений пункт у Хорватії, в Лицько-Сенській жупанії у складі громади Удбина.

## Населення
Населення за даними перепису 2011 року становило 10 осіб.
Динаміка чисельності населення поселення:

## Клімат
Середня річна температура становить 7,91 °C, середня максимальна – 21,89 °C, а середня мінімальна – -7,94 °C. Середня річна кількість опадів – 1291 мм.
| Клімат поселення                              | Клімат поселення | Клімат поселення | Клімат поселення | Клімат поселення | Клімат поселення | Клімат поселення | Клімат поселення | Клімат поселення | Клімат поселення | Клімат поселення | Клімат поселення | Клімат поселення | Клімат поселення |
| Показник                                      | Січ.             | Лют.             | Бер.             | Квіт.            | Трав.            | Черв.            | Лип.             | Серп.            | Вер.             | Жовт.            | Лист.            | Груд.            |                  |
| Середній максимум, °C                         | 5,62             | 6,56             | 9,78             | 13,83            | 18,54            | 21,88            | 21,89            | 21,55            | 17,52            | 13,16            | 7,97             | 4,03             |                  |
| Середня температура, °C                       | −1,16            | −0,22            | 3,01             | 7,05             | 11,75            | 15,10            | 17,42            | 17,08            | 13,06            | 8,69             | 3,52             | −0,43            |                  |
| Середній мінімум, °C                          | −7,94            | −6,98            | −3,76            | 0,28             | 4,97             | 8,34             | 12,96            | 12,62            | 8,60             | 4,23             | −0,96            | −4,91            |                  |
| Норма опадів, мм                              | 93               | 95               | 97               | 109              | 95               | 95               | 68               | 84               | 124              | 139              | 162              | 130              |                  |
| Середньомісячна швидкість вітру, м/с          | 2.22             | 2.36             | 2.56             | 2.49             | 2.30             | 2.07             | 2.02             | 1.92             | 2.04             | 2.17             | 2.41             | 2.47             |                  |
| Середньомісячна сонячна радіація, кДж/м²·день | 4682             | 7323             | 10785            | 15216            | 19316            | 21323            | 22897            | 19827            | 14749            | 9505             | 5054             | 3881             |                  |
| --------------------------------------------- | ---------------- | ---------------- | ---------------- | ---------------- | ---------------- | ---------------- | ---------------- | ---------------- | ---------------- | ---------------- | ---------------- | ---------------- | ---------------- |
| Джерело:                                      |                  |                  |                  |                  |                  |                  |                  |                  |                  |                  |                  |                  |                  |